# Anambulyx elwesi
Anambulyx elwesi är en fjärilsart som beskrevs av Druce 1882. Anambulyx elwesi ingår i släktet Anambulyx och familjen svärmare. Inga underarter finns listade i Catalogue of Life.